# Sexta Parte
Sexta Parte ist ein Ortsteil der Stadt Vinto im Departamento Cochabamba im südamerikanischen Anden-Staat Bolivien.

## Lage im Nahraum
Sexta Parte war drittgrößte Ortschaft des Landkreises (bolivianisch: Municipio) Vinto in der Provinz Quillacollo. Die Stadt liegt auf einer Höhe von 2623 m am rechten westlichen Ufer des Río Llave, der bei Vinto in den Río Rocha fließt. Mit der Volkszählung von 2012 ist Sexta Parte nicht mehr als eigenständige Ortschaft notiert, sondern ist nun Ortsteil der Stadt Vinto geworden.

## Geographie
Das Klima in der Hochebene von Cochabamba ist ein subtropisches Höhenklima, das im Jahresverlauf mehr durch Niederschlagsschwankungen als durch Temperaturunterschiede geprägt ist (siehe Klimadiagramm Cochabamba).
Der Jahresniederschlag liegt bei 500 mm und weist eine deutliche Trockenzeit von April bis Oktober auf (siehe Klimadiagramm Cochabamba). Die Jahresdurchschnittstemperatur liegt bei 18 °C, die Monatsdurchschnittswerte schwanken zwischen 15 und 20 °C, die Tageshöchstwerte erreichen zu allen Jahreszeiten 25 bis 30 °C.

## Verkehrsnetz
Von Cochabamba, der Hauptstadt des Departamentos, führt die asphaltierte Fernstraße Ruta 4 in westlicher Richtung dreizehn Kilometer bis Quillacollo und weitere vier Kilometer bis Vinto. Direkt westlich von Vinto überquert die Ruta 4 die beiden Mündungsarme des Río Llave, und hier zweigt eine drei Kilometer lange Landstraße in nordwestlicher Richtung zum Ortsteil Sexta Parte ab.

## Bevölkerung
Die Einwohnerzahl der Ortschaft ist in dem Jahrzehnt von 1992 bis 2001 auf mehr als das Doppelte angestiegen:
- 1992: 989 Einwohner (Volkszählung)[3]
- 2001: 2.213 Einwohner (Volkszählung)[4]

Die Region weist einen hohen Anteil an Quechua-Bevölkerung auf, im Municipio Vinto sprechen 65,9 Prozent der Bevölkerung die Quechua-Sprache.